# Сосновий Бор (Ульяновська область)
Сосновий Бор (рос. Сосновый Бор) — селище в Базарносизганському районі Ульяновської області Російської Федерації.
Населення становить 553 особи. Входить до складу муніципального утворення Сосновоборське сільське поселення.

## Історія
Від 2004 року входить до складу муніципального утворення Сосновоборське сільське поселення.

## Населення
| 2010 |
| ---- |
| 553  |